# Divertimento (musica)
Il termine divertimento (o divertissement), nella sua accezione musicale, può indicare soprattutto due modalità di composizione.

## Il divertimento come composizione autonoma
In senso lato di composizione autonoma, un divertimento è una suite di brani puramente strumentali in sequenza libera, dal carattere per lo più scorrevole e leggero, in questo senso affine e talvolta indistinguibile dalla serenata, dalla cassazione, dal capriccio e dall'allettamento.
La definizione di divertimento viene citata per la prima volta nell'opera Il divertimento di Grassi, musiche da camera o per servizio di tavola (1681) e nei Divertimenti per camera di Gaetano Boni (1717).
Come le altre citate, anche il divertimento fu una forma musicale in voga sino a tutto il XVIII secolo: spesso i divertimenti venivano commissionati ai compositori da nobili o ricchi borghesi per celebrare una laurea, un matrimonio, o una promozione lavorativa. Esempi in questo senso sono la serenata composta ed eseguita da Bach nel 1717 in occasione della nascita del principe ereditario,  il Divertimento K 334 (1779) e il Divertimento Ein musikalischer Spaß K 522 (1787) di Wolfgang Amadeus Mozart.
In tempi recenti, questo concetto di divertimento venne ricontestualizzato e riutilizzato da Béla Bartók nel suo Divertimento per archi. Nel Novecento il serioso prende spesso il sopravvento sul leggero, come evidenziano i divertimenti di Ferruccio Busoni e Albert Roussel.

## Il divertimento nella fuga
In senso tecnico-compositivo, si parla di divertimento come sezione di una fuga, e precisamente quella sezione che ha il compito di fare da transizione:
- fra l'esposizione e la prima riesposizione
- fra due riesposizioni consecutive
- fra una riesposizione e il pedale di dominante che prelude agli stretti
- più di rado, fra uno stretto e l'altro.

Questa accezione tecnica della parola "divertimento" contempla un'estensione che dalla fuga va alla forma-sonata bitematica tripartita (esposizione-sviluppo-ripresa): i singoli periodi dello sviluppo possono essere considerati divertimenti, il cui tratto d'identità è dato dal diverso frammento di materiale dell'esposizione di volta in volta scelto per essere elaborato e - appunto - sviluppato durante il singolo divertimento.

## Ildivertissementnell'opera francese
Nell'opera francese, col termine di divertissement si definivano, di solito, le parti danzate (con intervento o meno anche del canto) che erano di prammatica nella tragédie e nella comédie lyrique, e forme simili, come interludio o a chiusura degli atti. Nell'opéra-ballet le parti danzate avevano carattere più ampio e diffuso, in un certo senso, strutturale.